# Rainer Sander
Rainer Sander (* 11. Juni 1943 in Königs Wusterhausen) ist ein deutscher Jazzmusiker (Klarinette, Altsaxophon, Komposition, Arrangement) und Facharzt für Gastroenterologie.
Sander erhielt zwischen 1958 und 1963 Instrumentalunterricht durch Heinz Both. In Hannover war er von 1961 bis 1963 Mitglied von  Jonny’s New Orleans Jazzband. Während seines Medizinstudiums an der Philipps-Universität Marburg (Approbation und Promotion 1970) gehörte er zu den New College Six. Seit 1970 war er in München zunächst an der Ludwig-Maximilians-Universität München, dann als Arzt am Städtischen Krankenhaus in München-Neuperlach bzw. Harlaching und seit 2003 in eigener Praxis tätig. Er ist Gründungsmitglied der Allotria Jazzband, die er seit 1982 leitet. Daneben gründete er Ende der 1990er Jahre Swing Wing, ein Swing-Quartett mit Thilo Wagner, Peter Cischeck und Gregor Beck, mit dem er gleichfalls auftritt. Mit beiden Bands hat er auch Tonträger veröffentlicht. Weiterhin nahm er mit Ladia’s Dixieband auf.

## Lexikalischer Eintrag
- Jürgen Wölfer: Jazz in Deutschland. Das Lexikon. Alle Musiker und Plattenfirmen von 1920 bis heute. Hannibal, Höfen 2008, ISBN 978-3-85445-274-4.